# Korotîne, Șpola
Korotîne (în ucraineană Коротине) este un sat în comuna Antonivka din raionul Șpola, regiunea Cerkasî, Ucraina.

## Demografie
Componența lingvistică a localității Korotîne
     Ucraineană (93,43%)
     Rusă (5,11%)
     Alte limbi (0,73%)
Conform recensământului din 2001, majoritatea populației localității Korotîne era vorbitoare de ucraineană (93,43%), existând în minoritate și vorbitori de rusă (5,11%).